# ケーシー・デラクア
ケーシー・デラクア（Casey Dellacqua, 1985年2月11日 - ）は、オーストラリア・パース出身の女子プロテニス選手。2011年の全仏オープン混合ダブルスで、スコット・リプスキーとペアを組んで優勝した。4大大会女子ダブルスの準優勝も7回ある。身長165cm、体重66kgの小柄な体格で、左利きの選手。WTAツアーでダブルス7勝を挙げた。自己最高ランキングはシングルス26位、ダブルス3位。

## 来歴
デラクアは7歳からテニスを始め、2003年全豪オープンジュニア女子ダブルスで優勝した。2003年から2007年までは、全豪オープンで地元選手としての主催者推薦を受けながらも1回戦敗退が続き、2006年の全豪1回戦で第1シードのリンゼイ・ダベンポートに当たったこともある。2007年全仏オープンで、彼女は初めて全豪以外の4大大会に初出場し、同年の全米オープンで1回戦を突破した。この大会では2回戦で第2シードのマリア・シャラポワに敗退している。この後ジャパン・オープンにも出場し、サニア・ミルザとの2回戦まで進んだ。
デラクアは2008年、シングルス・ダブルスともに目覚ましい躍進を遂げた。全豪オープンでは、2回戦で第15シードのパティ・シュナイダー、3回戦で第18シードのアメリ・モレスモに勝ち、2人のシード選手を連破して初の4回戦進出を果たした。4回戦では第3シードのエレナ・ヤンコビッチに 6-7, 1-6 で敗退する。全仏オープンでもシングルス3回戦に進み、女子ダブルスでフランチェスカ・スキアボーネと組んで決勝に勝ち進む。デラクアとスキアボーネは、3回戦で第3シードのレネ・スタブス&クベタ・ペシュケ組、準々決勝で第6シードのビクトリア・アザレンカ&シャハー・ピアー組、準決勝で全豪女子ダブルス優勝者のアリョーナ・ボンダレンコ&カテリナ・ボンダレンコ組を連破した。デラクアは女子ツアーで初の決勝進出を、グランドスラム大会の女子ダブルスで決めたのである。決勝戦ではスペインペアのビルヒニア・ルアノ・パスクアル&アナベル・メディナ・ガリゲス組に 6-2, 5-7, 4-6 の逆転で敗れ、デラクアとスキアボーネは4大大会優勝のチャンスを逃した。
全仏オープン終了後、デラクアはナタリー・ドシーとペアを組み、ウィンブルドンでも女子ダブルス準決勝に進出した。ウィンブルドンでは、デラクアとドシーはビーナスとセリーナのウィリアムズ姉妹組に 3-6, 3-6 のストレートで完敗した。同大会のシングルスでもニコル・バイディソバとの3回戦まで進出する。この後北京五輪のオーストラリア代表選手に選ばれ、オリンピックにも初出場を果たす。オリンピックでは、シングルスは2回戦でベラルーシ代表のビクトリア・アザレンカに敗れ、アリシア・モリクと組んだダブルスでは1回戦でイタリア代表のスキアボーネ&フラビア・ペンネッタ組に当たってしまった。五輪後の全米オープンでは振るわず、シングルス・ダブルスとも1回戦敗退に終わる。それから東レ パン・パシフィック・オープン・テニストーナメントで2年連続の来日をし、全仏オープン以来となったスキアボーネとのダブルスでは準決勝まで進んだが、シングルスの予選2回戦で、当年度から12年ぶりに現役復帰したクルム伊達公子に 6-3, 3-6, 3-6 で敗れてしまう。シーズン後半は両肩の故障に悩み、東レを最後に彼女の当年度のツアー出場が終わった。
2009年1月、メディバンク国際の女子ダブルスでドシーと組んで準優勝。全豪オープンの女子ダブルスではスキアボーネとペアを組み、この準決勝でもウィリアムズ姉妹組に 0-6, 2-6 で完敗した。
2011年全仏オープン混合ダブルスでは、スコット・リプスキーと組んでノーシードから決勝に進出。第1シードで前年優勝のネナド・ジモニッチ&カタリナ・スレボトニク組に 7–6(6), 4–6, [10–7] で勝利して初優勝を果たした。
2012年7月のロンドン五輪で2度目のオリンピックに出場した。サマンサ・ストーサーと組んだダブルスに出場したが1回戦でスペインのヌリア・リャゴステラ・ビベス&マリア・ホセ・マルティネス・サンチェス組に 1-6, 1-6 で敗れた。
2013年全豪オープンではアシュリー・バーティと組み主催者推薦での出場から決勝に進出。決勝では第1シードのサラ・エラニ&ロベルタ・ビンチ組に 2-6, 6-3, 2-6 で敗れ準優勝となった。2月のPTTパタヤ・オープンではクルム伊達公子と組み決勝に進出し、アクグル・アマンムラドワ&アレクサンドラ・パノワ組を 6–3, 6–2 で破りツアー初優勝を果たした。ウィンブルドンと全米オープンでも決勝で敗れ4大大会4度目の準優勝となった。全米オープン後のインタビューで、自身が同性愛者であることと、8月にはパートナーとの間に男の子が誕生したことを公表した。
2014年全豪オープンでは、1回戦でベラ・ズボナレワ、2回戦で第18シードのキルステン・フリプケンス、3回戦で鄭潔を破り6年ぶりの4回戦進出を果たした。4回戦では第30シードのウージニー・ブシャールに 7-6(5), 2-6, 0-6 で敗退した。全米オープンでも4回戦に進出した。2014年9月29日付のランキングで自己最高の29位となりトップ30入りを果たしている。
シングルスの出場は2016年3月が最後になり、ダブルスに絞って出場した。2017年全仏オープンでアシュリー・バーティと組んで決勝に進出した。決勝ではベサニー・マテック＝サンズ＆ルーシー・サファロバ組に 2–6, 1–6 で敗れ4大大会7度目の準優勝となった。
デラクアは2018年に現役を引退した。

## WTAツアー決勝進出結果

### ダブルス: 20回 (7勝13敗)
| 大会グレード                  |
| ----------------------------- |
| グランドスラム (0–7)          |
| WTAファイナルズ (0–0)         |
| プレミア・マンダトリー (1–0)  |
| プレミア5 (0-1)               |
| WTAエリート・トロフィー (0-0) |
| プレミア (1–5)                |
| インターナショナル (5–0)      |

| 結果   | No. | 決勝日        | 大会             | サーフェス | パートナー                   | 対戦相手                                                    | スコア              |
| ------ | --- | ------------- | ---------------- | ---------- | ---------------------------- | ----------------------------------------------------------- | ------------------- |
| 準優勝 | 1.  | 2008年6月7日  | 全仏オープン     | クレー     | フランチェスカ・スキアボーネ | アナベル・メディナ・ガリゲス ビルヒニア・ルアノ・パスクアル | 6-2, 5-7, 4-6       |
| 準優勝 | 2.  | 2009年1月16日 | シドニー         | ハード     | ナタリー・ドシー             | 謝淑薇 彭帥                                                 | 0-6, 1-6            |
| 準優勝 | 3.  | 2013年1月25日 | 全豪オープン     | ハード     | アシュリー・バーティ         | サラ・エラニ ロベルタ・ビンチ                               | 2-6, 6-3, 2-6       |
| 優勝   | 1.  | 2013年2月3日  | パタヤ           | ハード     | クルム伊達公子               | アクグル・アマンムラドワ アレクサンドラ・パノワ             | 6–3, 6–2            |
| 優勝   | 2.  | 2013年6月16日 | バーミンガム     | 芝         | アシュリー・バーティ         | カーラ・ブラック マリーナ・エラコビッチ                     | 7–5, 6–4            |
| 準優勝 | 4.  | 2013年7月6日  | ウィンブルドン   | 芝         | アシュリー・バーティ         | 謝淑薇 彭帥                                                 | 6–7(1), 1–6         |
| 準優勝 | 5.  | 2013年9月9日  | 全米オープン     | 芝         | アシュリー・バーティ         | アンドレア・フラバーチコバ ルーシー・ハラデツカ             | 7–6(4), 1–6, 4–6    |
| 優勝   | 3.  | 2014年5月24日 | ストラスブール   | クレー     | アシュリー・バーティ         | タチアナ・ブア ダニエラ・セグエル                           | 4–6, 7–5, [10–4]    |
| 準優勝 | 6.  | 2014年6月15日 | バーミンガム     | 芝         | アシュリー・バーティ         | ラケル・コップス＝ジョーンズ アビゲイル・スピアーズ         | 6–7(1), 1–6         |
| 準優勝 | 7.  | 2015年4月12日 | チャールストン   | クレー     | ダリア・ユラク               | マルチナ・ヒンギス サニア・ミルザ                           | 0–6, 4–6            |
| 優勝   | 4.  | 2015年5月9日  | マドリード       | クレー     | ヤロスラワ・シュウェドワ     | ガルビネ・ムグルサ カルラ・スアレス・ナバロ                 | 6–3, 6–7(4), [10–5] |
| 準優勝 | 8.  | 2015年6月7日  | 全仏オープン     | クレー     | ヤロスラワ・シュウェドワ     | ベサニー・マテック＝サンズ ルーシー・サファロバ             | 6–3, 4–6, 2–6       |
| 準優勝 | 9.  | 2015年8月23日 | シンシナティ     | ハード     | ヤロスラワ・シュウェドワ     | 詹皓晴 詹詠然                                               | 4–6, 5–7            |
| 準優勝 | 10. | 2015年9月13日 | 全米オープン     | ハード     | ヤロスラワ・シュウェドワ     | マルチナ・ヒンギス サニア・ミルザ                           | 3–6, 3–6            |
| 優勝   | 5.  | 2017年3月5日  | クアラルンプール | ハード     | アシュリー・バーティ         | ニコール・メリヒャル 二宮真琴                               | 7–6(5), 6–3         |
| 優勝   | 6.  | 2017年5月27日 | ストラスブール   | クレー     | アシュリー・バーティ         | 詹皓晴 詹詠然                                               | 6–4, 6–2            |
| 準優勝 | 11. | 2017年6月11日 | 全仏オープン     | クレー     | アシュリー・バーティ         | ベサニー・マテック＝サンズ ルーシー・サファロバ             | 2–6, 1–6            |
| 優勝   | 7.  | 2017年6月25日 | バーミンガム     | 芝         | アシュリー・バーティ         | 詹皓晴 張帥                                                 | 6-1, 2–6, [10–8]    |
| 準優勝 | 12. | 2017年7月1日  | イーストボーン   | 芝         | アシュリー・バーティ         | 詹詠然 マルチナ・ヒンギス                                   | 3–6, 5–7            |
| 準優勝 | 13. | 2017年8月26日 | ニューヘイブン   | ハード     | アシュリー・バーティ         | ガブリエラ・ダブロウスキー 徐一幡                           | 6–3, 3–6, [8–10]    |

## 4大大会シングルス成績
略語の説明
| W | F | SF | QF | #R | RR | Q# | LQ | A | Z# | PO | G | S | B | NMS | P | NH |

W=優勝, F=準優勝, SF=ベスト4, QF=ベスト8, #R=#回戦敗退, RR=ラウンドロビン敗退, Q#=予選#回戦敗退, LQ=予選敗退, A=大会不参加, Z#=デビスカップ/BJKカップ地域ゾーン, PO=デビスカップ/BJKカッププレーオフ, G=オリンピック金メダル, S=オリンピック銀メダル, B=オリンピック銅メダル, NMS=マスターズシリーズから降格, P=開催延期, NH=開催なし.
| 大会           | 2003 | 2004 | 2005 | 2006 | 2007 | 2008 | 2009 | 2010 | 2011 | 2012 | 2013 | 2014 | 2015 | 通算成績 |
| -------------- | ---- | ---- | ---- | ---- | ---- | ---- | ---- | ---- | ---- | ---- | ---- | ---- | ---- | -------- |
| 全豪オープン   | 1R   | 1R   | 1R   | 1R   | 1R   | 4R   | 1R   | 3R   | A    | 2R   | 1R   | 4R   | 2R   | 10–12    |
| 全仏オープン   | A    | A    | A    | LQ   | 1R   | 3R   | A    | A    | 1R   | 1R   | LQ   | 2R   | 1R   | 3–6      |
| ウィンブルドン | LQ   | A    | A    | LQ   | 1R   | 3R   | A    | 1R   | LQ   | 1R   | LQ   | 2R   | 3R   | 5–6      |
| 全米オープン   | A    | A    | A    | LQ   | 2R   | 1R   | A    | A    | 1R   | 2R   | 1R   | 4R   | 1R   | 5–7      |